# Henrik Norrthon
Carl Henrik Norrthon (* 23. November 1979) ist ein schwedischer Regisseur.

## Leben
Er studierte Film an der London Film School. Sein Film Fjorton Suger von 2004 wurde bei mehreren Filmfestivals wie Internationale Filmfestspiele Berlin, Hollywood Film Festival und Seattle International Film Festival aufgeführt. Beim Zlin International Film Festival gewann er 2005 damit den Hauptpreis Golden Slipper für den besten Film. Sein Film Utan titel (I love Johan) gewann den 1km Film Award beim Stockholm Film Festival. 2008 brachte er den Film Taximan mit Branko Tomovic, Christina Noland und Marija Karan heraus.

## Filmografie
- 2002: Utan titel (I love Johan)
- 2004: Fjorton suger
- 2008: Taximan